# Meteorus curvus
Meteorus curvus är en stekelart som beskrevs av Maeto 1988. Meteorus curvus ingår i släktet Meteorus och familjen bracksteklar. Inga underarter finns listade i Catalogue of Life.